# Zoran Stevanović
Zoran Stevanović, slovenski politik, * 23. februar 1982.
Je predsednik neparlamentarne stranke Resni.ca.

## Življenje
Magistriral je na Univerzi na Primorskem, smer menedžment. Na Filozofski fakulteti v Ljubljani je vpisal doktorski študij, ki ga ni dokončal. Srednjo šolo je zaključil v Tacnu, na Srednji policijski šoli in enajst let opravljal službo policista.

### Protesti proti covidnim ukrepom
Septembra 2021 se je v njegovi organizaciji prvi protestni shod proti ukrepom za zajezitev covida 19, ki jih je sprejemala takratna vlada Janeza Janše. Na prvem protestu v torek, 21. septembra, se naj bi na Trgu republike zbralo okoli 8000 ljudi. Protesti so se nadaljevali, v sredo, 29. septembra so se protestniki med drugim odpravili po ljubljanskih cestah, policija pa je uporabila tudi vodni top in solzivec. Dogajanje je bilo podobno na protestu 5. oktobra, ko naj bi Stevanovića pridržala policija. Shod pa so nadaljevali še v naslednjih tednih, med drugim 27. oktobra, ko so ga razširili na več krajev Slovenije, protestniki pa so zahtevali predvsem odstop vlade ter takojšnjo odpravo vseh protikoronskih omejitev.
Z namenom pogovora o shodih in pozivom k nenasilju je Stevanovića na pogovor v predsedniško palačo povabil predsednik republike Borut Pahor.

## Politika

### Lokalne volitve
| Volitve | 1. krog    | 1. krog | 2. krog    | 2. krog | Mesto |
| Volitve | Št. glasov | %       | Št. glasov | %       | Mesto |
| ------- | ---------- | ------- | ---------- | ------- | ----- |
| 2014    | 910        | 6,02    | /          | /       | 6.    |
| 2018    | 4.064      | 20,47   | 5.203      | 32,16   | 2.    |
| 2022    | 3.257      | 17,42   | /          | /       | 3.    |

Prvič je za župana Mestne občine Kranj sicer kandidiral že leta 2014, a vidnejšega uspeha ni dosegel. Kandidaturo je ponovil leta 2018, takrat je z listo za mestni svet Zoran za Kranj zmagal in v svetu so dobili 6 mandatov. Sam je v prvem krogu lokalnih volitev dobil 20,47 % glasov, zasedel 2. mesto in se uvrstil v drugi krog, kjer pa ga je premagal Matjaž Rakovec.
Stevanović je kandidiral za župana Kranja na lokalnih volitvah leta 2022, tu je zasedel 3. mesto, dobil je 17,42 % glasov in se v drugi krog ni uvrstil. Število mandatov v mestnem svetu so zmanjšali na 5 svetnikov.

### Stranka Resni.ca, parlamentarne volitve 2022
26. decembra 2020 je ustanovil stranko Resni.ca in postal tudi njen predsednik. Stranka se je s 85 kandidati odpravila na državnozborske volitve 2022. Na volitvah 24. aprila so zasedli 8. mesto med strankami in se niso uvrstili v parlament.

### Evropske volitve 2024
Na evropskih volitvah 2024 je kandidiral kot nosilec liste svoje stranke Državljansko gibanje Resni.ca. Na volitvah 9. junija stranki ni uspel preboj v Evropski parlament, Stevanović pa je dobil 14.603 preferenčne glasove volivcev, s čimer je zasedel 9. mesto med kandidati po številu preferenčnih glasov.